# مايك وليامز (لاعب كرة قدم أمريكية)
مايك وليامز (بالإنجليزية: Mike Williams)‏ هو لاعب كرة قدم أمريكية أمريكي، ولد في 14 أكتوبر 1957 في New Kingstown, Pennsylvania ‏ في الولايات المتحدة، وتوفي في 23 ديسمبر 2013 في إل باسو في الولايات المتحدة.

## وصلات خارجية
- مايك وليامز على موقع مرجع كرة القدم المحترفة.كوم (الإنجليزية)
- مايك وليامز على موقع JustSportsStats.com (الإنجليزية)
- مايك وليامز على موقع كلية كرة القدم في سبورتس رفرنس.كوم (الإنجليزية)